# Codonocarpus
Genre
Classification phylogénétique
Codonocarpus est un genre d'arbustes ou de petits arbres de la famille des Gyrostemonaceae endémique d'Australie.

## Espèces
- Codonocarpus attenuatus
- Codonocarpus australis
- Codonocarpus cotinifolia
- Codonocarpus cotinifolius
- Codonocarpus pyramidalis

## Référence
- http://florabase.dec.wa.gov.au/browse/profile/21393